# Senado de Portugal
El Senado (en portugués: Senado) fue la cámara alta del Parlamento de Portugal durante los períodos de validez de la Constitución de 1838 (1838-1842) y de la Constitución de 1911 (1911-1933).

## Primer Senado (1838-1842)
La Cámara de Senadores (en portugués: Câmara dos Senadores) o Senado fue la cámara alta de las Cortes Gerais —de la legislatura de la monarquía constitucional portuguesa—, durante el período en que la Constitución de 1838, estaba en vigor. Sustituye a la anterior de la Cámara de los Pares, que era la cámara superior durante el período de la Carta Constitucional de 1826. Cuando la Carta Constitucional fue restaurada en el año 1842, la Cámara de los Pares también fue restaurada y el Senado disuelto.

## Segundo Senado (1911-1933)
El Senado de la República (en portugués: Senado da República) fue la cámara alta del Congreso de la República, en la legislatura de la Primera República Portuguesa. El Senado era elegido para un mandato de seis años, pero los mandatos de los senadores de la República se tambaleó para permitir elecciones cada tres años —junto con las elecciones a la Cámara de Diputados—. El primer senado era elegido por la Asamblea Nacional Constituyente, pero más tarde los senadores fueron elegidos por el pueblo. Inicialmente, el Senado incluye a los senadores que representan a nivel Nacional en las listas de los partidos y de otros senadores que representan a los distritos y de las colonias. Desde 1918, senadores adicionales representaban los intereses especiales: agricultura, industria, comercio, servicios públicos, "profesiones liberales", las artes y las ciencias. Aunque la Cámara de Diputados fue la dominante, la casa del Congreso, el Senado tenía el poder de aprobar o rechazar las propuestas de los gobernadores coloniales y altos comisionados.

## Otros usos históricos en Portugal
El término "senado" fue utilizado en el pasado, como una alternativa de designación de los órganos de la administración municipal de algunas de las principales ciudades de Portugal y del Imperio portugués, conocido como câmaras (cámaras, también traducido como "consejos municipales"). En 1832, la designación de todos los consejos municipales fue estandarizado como la câmara municipal (cámara municipal). Una notable excepción fue el Consejo Municipal de Macao, que fue capaz de mantener su tradicional título de Leal Senado (Leal Senado), otorgado en 1810, hasta la entrega de Macao a China de la administración en 1999.
Durante el 1913-1936 período, un número de consejeros de cada câmara municipal formado una comisión ejecutiva, que constituye el órgano ejecutivo de la municipalidad, con el pleno de los consejeros que constituyan una asamblea deliberativa en ocasiones se conoce como "senado municipal".